# Samizdat

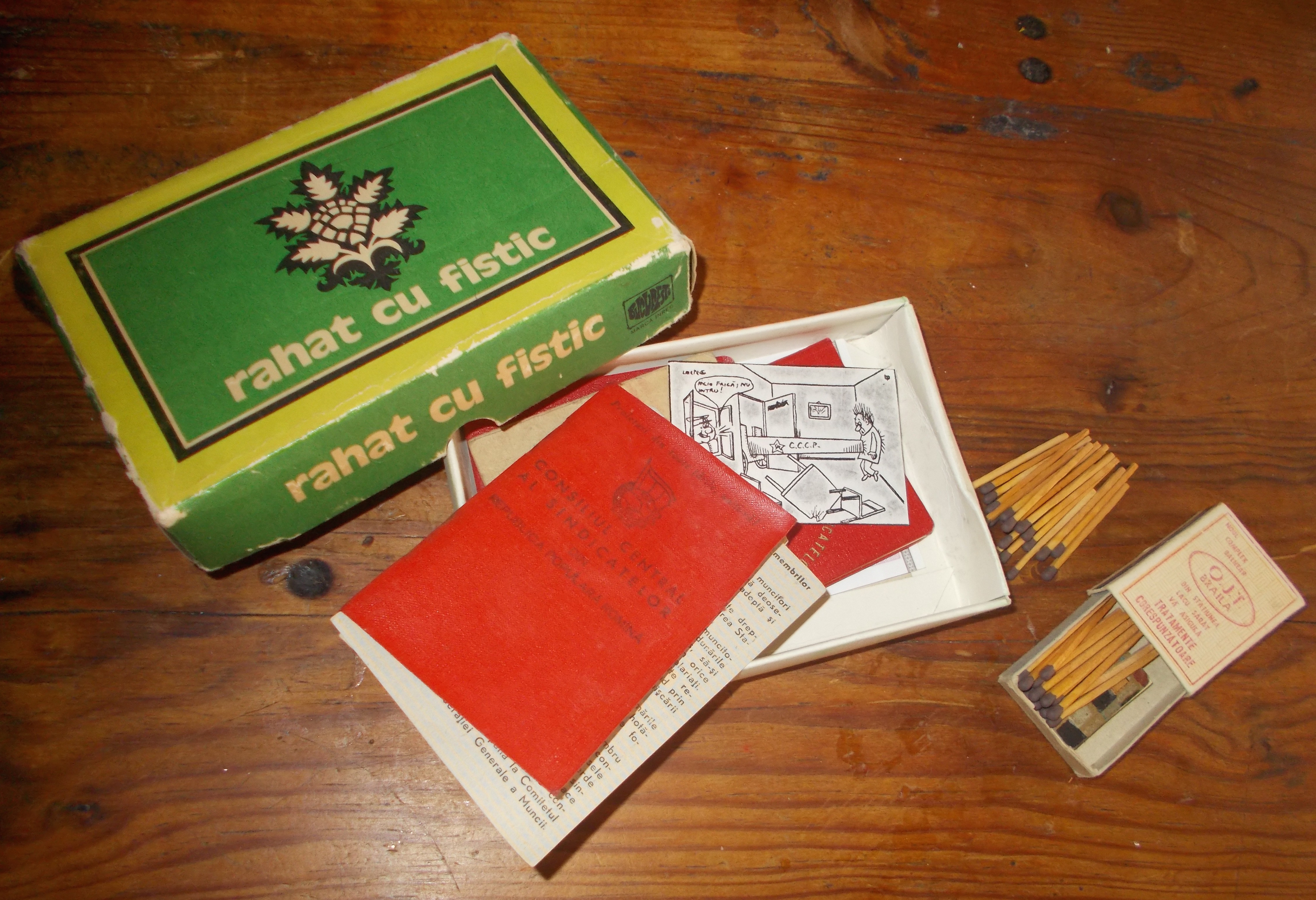
Samizdate românești ascunse în cutii de rahat (caricaturi anonime ascunse într-un carnet de sindicat) și de chibrituri (cărțulie interzisă sub bețe de chibrituri).

Samizdat (rusă: самиздат; IPA: [səmɨzdat]) a fost una dintre principalele activități disidente din blocul sovietic , activitate în care diferite persoane au reprodus manual publicații sau opere literare cenzurate, transmițându-le de la cititor la cititor, în cercul de prieteni și cunoscuți. Această practică de sustragere față de cenzura impusă oficial reprezenta o activitate periculoasă pentru cei ce realizau respectivele copii, dar și pentru cei ce le răspândeau sau erau prinși în posesia materialelor cenzurate.

## Etimologie
Cuvântul românesc samizdat este un împrumut din rusă самиздат, transliterat samizdat, care s-ar traduce prin „autoeditură”, „autoeditare”, cuvânt compus din elementele din rusă сам, transliterat sam, pronume reflexiv, și abrevierea издат (pronunțat: [iz'dat]) a cuvântului din rusă издательство, care semnifică „editură”. Cuvântul издательство este un derivat al verbului издать (pronunțat: [iz'dat̪]), „a edita”). Cuvântul samizdat a fost folosit pentru luarea în râs a termenului din rusă Gosizdat, cu semnificația „Editura de Stat”, „Editura Statului”, oficială a regimului sovietic.

## Istorie
Mai multe reviste de poezie au circulat sub formă de samizdat, cât și alte opere poetice, ca Реквием ("Recviem"), de Anna Ahmatova, sau în proză, cum sunt extrasele din Povestiri din Kolâma de Varlam Șalamov sau din Moscova-Petușki de Venedikt Erofeiev. În samizdat au circulat și alte mari lucrări ale unor autori precum: Boris Pasternak – Doctor Jivago, Aleksandr Soljenițîn – Pavilionul canceroșilor și Primul cerc, Vladimir Voinovici – Viața și aventurile neobișnuite ale soldatului Cionkin.
Existența samizdatului este legată de puternicul sistem de cenzură prezent în Uniunea Sovietică. Toate documentele publicate legal și distribuite în Uniunea Sovietică trebuiau, în prealabil, validate de cenzură, a cărei responsabilitate incumba, după 1931, Glavlit-ului, iar începând din 1966, Comitetului de Stat pentru Presă. De altfel, era interzis să achiziționezi, să ai în posesie sau să transferi orice document printr-un  mijloc de multiplicare (fotocopiator, tipar etc.). Doar mașinile de scris erau permise. Fotocopiatoarele și toate mijloacele de multiplicare aparțineau statului. Păstrate cu mare atenție, folosirea acestora era strict supravegheată.

## În literatură
În cartea sa In Siberia (în română, „În Siberia”) autorul englez Colin Thubron relatează despre aceste  vechi publicații și despre păstrarea lor de către unii ruși, în epoca contemporană.